# 杉本恵太
杉本 恵太（すぎもと けいた、1982年6月13日 - ）は、茨城県潮来市出身のサッカー選手。登録ポジションはフォワード。娘はアイドルグループ・SKE48メンバーである杉本りいな。

## 経歴
茨城県立鹿島高等学校から流通経済大学へと進んだ後、大学4年の時（2004年）に大宮アルディージャの特別指定選手になったが、サテライトゲームに出場しただけで公式戦の出場はなかった。大学卒業後の2005年に名古屋グランパスエイトに入団。デビュー戦は3月13日のJ1第2節ジュビロ磐田戦で、怪我を負ったウェズレイに代わって出場、プロ入り初ゴールを決める。その後、主力外国人選手の相次ぐ退団もあって出場機会は増え、ルーキーながら年間を通じての活躍を果たした。シーズン中には、当時の監督であるネルシーニョが「秘策」として右サイドバックに起用したことがあった。
2006年は柏レイソルから加入した日本代表FW玉田圭司との2トップを組んだ。3月13日、愛知県出身の女性と結婚したことを発表した（3月13日はプロ入り初ゴールを決めた日付でもある）。9月30日、駒場スタジアムで行われた大宮アルディージャ戦にてプロ入り後初となるハットトリックを決める。翌2007年には、5月13日に日本代表合宿に初招集される。
2008年に就任したストイコビッチ監督から、スーパーサブとして絶対的な信頼を受ける。前年は出場した34試合中26試合が先発出場 であったが、2008年は出場した33試合中26試合に途中出場であった。7ゴールをマークした。
2009年1月17日から26日にかけて、ポルトガルリーグ2部ボアヴィスタFCの練習に参加。ミニゲームや紅白戦で計3ゴールを決めるなど、チーム首脳陣からも高評価を得るとともに、杉本自身も大きな手ごたえを感じたが、正式な契約とはならずに帰国した。シーズン中はサイドハーフとしても起用された。
2010年シーズン終了と共に、契約満了により名古屋を退団（戦力外により契約更新に至らず）。2011年シーズンは徳島ヴォルティスに加入も出場機会に恵まれず2年で再び契約満了により退団。その後2013年3月に日本フットボールリーグ所属のHOYO大分（現在のヴェルスパ大分）に加入。主にスーパーサブとして起用された。
2014年よりチェンライ・ユナイテッドFCへ移籍。
2016年、V大分に3年振りに復帰した。同年限りで退団。
2017年よりFCマルヤス岡崎へ加入 したが、2019年を以て退団した。
2020年3月、春日井クラブに入団すると共にひかりクラブ（愛知県春日井市）の代表兼アンバサダーに就任した。

## 人物・エピソード
- 50m5秒6という俊足の持ち主。
- 名古屋，V大分での応援歌の原曲はFLOWの「ドリームエクスプレス」。
- 実家は仕出弁当店を営んでおり[14]、7人兄弟の5番目として生まれた[14]。
- 憧れの選手は中山雅史[15]。
- 趣味は子育て[15] と買い物[16] とアロママッサージ[17] と相撲観戦。
  - 毎年高い買い物をすることによって、自らを追い込むことをしている[18]。
  - 2009年7月20日にはNHKの大相撲中継にゲストとして出演している。また、横綱白鵬との親交も深い[19][20]。
- 現在1男4女の父親である。三女・りいなが2019年､SKE4810期生オーディションを受けたが、最終審査のWEB投票で落選。その後2022年3月3日、SKE4811期生オーディションに合格・加入。同年4月5日に11期研究生お披露目。
- 愛称のひとつである"スギーニョ"の名付け親はルイゾン[14]。
- 2009年の天皇杯準決勝（対清水エスパルス）ではPK戦の5人目として田中隼磨が蹴る予定だったPKをストイコビッチ監督が急遽変更し、杉本がキッカーとなった。杉本の蹴ったボールはクロスバーを直撃したが清水GK・山本海人の背中に当たってゴールインし、これよりも決勝進出を決めた。
- 2010年の名古屋のリーグ戦初優勝を決めた試合（対湘南ベルマーレ戦）では途中出場ながら、決勝点となった玉田圭司のアシストを記録。

## 所属クラブ
- 潮来市立日の出小学校
- 潮来市立潮来第一中学校
- 鹿島高等学校
- 流通経済大学
  - 2004年  大宮アルディージャ (特別指定選手)
- 2005年 - 2010年  名古屋グランパスエイト
- 2011年 - 2012年  徳島ヴォルティス
- 2013年  HOYO大分
- 2014年 - 2015年 チェンライ・ユナイテッドFC
- 2016年  ヴェルスパ大分
- 2017年 - 2019年  FCマルヤス岡崎
- 2020年 -  春日井クラブ

## 個人成績
| 国内大会個人成績 | 国内大会個人成績 | 国内大会個人成績 | 国内大会個人成績 | 国内大会個人成績                     | 国内大会個人成績 | 国内大会個人成績 | 国内大会個人成績 | 国内大会個人成績 | 国内大会個人成績 | 国内大会個人成績 | 国内大会個人成績 |
| 年度             | クラブ           | 背番号           | リーグ           | リーグ戦                             | リーグ戦         | リーグ杯         | リーグ杯         | オープン杯       | オープン杯       | 期間通算         | 期間通算         |
| 年度             | クラブ           | 背番号           | リーグ           | 出場                                 | 得点             | 出場             | 得点             | 出場             | 得点             | 出場             | 得点             |
| 日本             | 日本             | 日本             | 日本             | リーグ戦                             | リーグ戦         | リーグ杯         | リーグ杯         | 天皇杯           | 天皇杯           | 期間通算         | 期間通算         |
| ---------------- | ---------------- | ---------------- | ---------------- | ------------------------------------ | ---------------- | ---------------- | ---------------- | ---------------- | ---------------- | ---------------- | ---------------- |
| 2005             | 名古屋           | 19               | J1               | 29                                   | 3                | 5                | 0                | 2                | 0                | 36               | 3                |
| 2006             | 名古屋           | 19               | J1               | 32                                   | 8                | 5                | 0                | 1                | 0                | 38               | 8                |
| 2007             | 名古屋           | 19               | J1               | 34                                   | 7                | 2                | 0                | 1                | 0                | 37               | 7                |
| 2008             | 名古屋           | 19               | J1               | 33                                   | 7                | 9                | 5                | 3                | 1                | 45               | 13               |
| 2009             | 名古屋           | 19               | J1               | 27                                   | 2                | 2                | 0                | 5                | 1                | 34               | 3                |
| 2010             | 名古屋           | 19               | J1               | 18                                   | 0                | 5                | 1                | 4                | 0                | 27               | 1                |
| 2011             | 徳島             | 19               | J2               | 15                                   | 0                | -                | -                | 0                | 0                | 15               | 0                |
| 2012             | 徳島             | 13               | J2               | 1                                    | 0                | -                | -                | 0                | 0                | 1                | 0                |
| 2013             | H大分            | 19               | JFL              | 29                                   | 4                | -                | -                | 1                | 0                | 30               | 4                |
| タイ             | タイ             | タイ             | タイ             | リーグ戦                             | リーグ戦         | リーグ杯         | リーグ杯         | FA杯             | FA杯             | 期間通算         | 期間通算         |
| 2014             | チェンライ       | 32               | プレミア         |                                      |                  |                  |                  |                  |                  |                  |                  |
| 2015             | チェンライ       | 32               | プレミア         |                                      |                  |                  |                  |                  |                  |                  |                  |
| 日本             | 日本             | 日本             | 日本             | リーグ戦                             | リーグ戦         | リーグ杯         | リーグ杯         | 天皇杯           | 天皇杯           | 期間通算         | 期間通算         |
| 2016             | V大分            | 32               | JFL              | 22                                   | 4                | -                | -                | -                | -                | 22               | 4                |
| 2017             | マルヤス         | 32               | JFL              | 11                                   | 0                | -                | -                | 1                | 0                | 12               | 0                |
| 2018             | マルヤス         | 32               | JFL              | 14                                   | 2                | -                | -                | -                | -                | 14               | 2                |
| 2019             | マルヤス         | 13               | JFL              | 0                                    | 0                | -                | -                | -                | -                | 0                | 0                |
| 2020             | 春日井ク         | 10               | 愛知県2部        | 3                                    | 4                | -                | -                | -                | -                |                  |                  |
| 通算             | 日本             | 日本             | J1               | 173                                  | 27               | 28               | 6                | 16               | 2                | 217              | 35               |
| 通算             | 日本             | 日本             | J2               | 16                                   | 0                | -                | -                | 0                | 0                | 16               | 0                |
| 通算             | 日本             | 日本             | JFL              | 76                                   | 10               | -                | -                | 2                | 0                | 78               | 10               |
| 通算             | 日本             | 日本             | 愛知県2部        | \|\|\|\|colspan=2\|-\|\|\|\|\|\|\|\| |                  |                  |                  |                  |                  |                  |                  |
| 通算             | タイ             | タイ             | プレミア         | \|\|\|\|\|\|\|\|\|\|\|\|\|\|         |                  |                  |                  |                  |                  |                  |                  |
| 総通算           | 総通算           | 総通算           | 総通算           | 265                                  | 37               | 28               | 6                | 18               | 2                | 311              | 45               |

- 2004年、特別指定選手としての出場はなし。

| 国際大会個人成績 | 国際大会個人成績 | 国際大会個人成績 | 国際大会個人成績 | 国際大会個人成績 |
| 年度             | クラブ           | 背番号           | 出場             | 得点             |
| AFC              | AFC              | AFC              | ACL              | ACL              |
| ---------------- | ---------------- | ---------------- | ---------------- | ---------------- |
| 2009             | 名古屋           | 19               | 7                | 1                |
| 通算             | AFC              | AFC              | 7                | 1                |

## 代表歴
- 2007年　日本代表候補